# Ohm sahita rechaka
Ohm sahita rechaka (Sanskriet: Om tijdens de uitademing) is een pranayama (ademhalingstechniek) in yoga. Pranayama's hebben in yoga een tweeledig nut: de toevoer van zuurstof naar de hersenen en het voorzien van het lichaam van prana, ofwel levensenergie.
Ohm sahita rechaka is een pranayama die in de kleermakerszit wordt uitgevoerd en waarbij de middenrifademhaling wordt gebruikt. Vervolgens wordt er in een ononderbroken uitademing een zacht zoemend geluid gemaakt. De zoemtoon zou uiteindelijk veertig seconden lang vastgehouden moeten worden: dertig seconden voor de "o"-klank en tien seconden voor de "m"-klank van de ohm-mantra. Het voordeel van deze pranayama is volgens Goswami Kriyananda dat een yogi in deze zoemende toon opgaat alsof hij erin gebaad wordt. De pranayama zou ervoor zorgen dat de ademhaling en het intellect stabieler en het bewustzijn rustiger wordt.
Een mantra is een lettergreep waarvan de geluidstrilling in het causale en astrale universum zou bestaan. Veel yogi's hechten veel waarde aan mantra yoga, gezien de mantra's tot stilte zouden leiden en een meditatieve staat op zouden leveren. Om wordt ook wel de moeder van alle mantra's genoemd of de oerklank van de schepping. Het staat ook symbool voor wijsheid, omdat het de trillingsklank van Sri Brama is. Volgens Bala Sahib, de Radja van Aundh, zouden de mantra's voor veel Westerlingen duister, kinderachtig of niet zinvol lijken. De radja, die bekend is om zijn aandeel in de verspreiding van de Zonnegroet, had echter de mening dat de stembanden evenveel baat bij beweging hebben als de spieren in het lichaam.
volledige ademhaling · middenrifademhaling · flankademhaling · sleutelbeenademhaling · mondademhaling · neusademhaling

abhyantara bahya stambha vritti · activerende ademhaling · agni prasana · anuloma · anuloma viloma · bhastrika · brahmari · chandra bhedana · chatur mukhi · dirgha sukshma · kapalabhati · kevala kumbhaka · kumbhaka · murcha · nadi sodhana · ohm sahita rechaka · plavini · prachhardana · prana apana samyukta · pratiloma · sahita kumbhaka · sama vritti · samanu · sapta vyahrita · sargarbha sahita kumbhaka · sarva dwara baddha · sithali · sitkari · stambha vritti · sukha purvaka · suksama shwasa prashwasa · surya bhedana · tri bandha kumbhaka · ujjayi · vaya viya kumbhaka · viloma · visama vritti